# Голодний, Злий і Дуже Небезпечний
Голодний, Злий І Ду́же Небезпечний або Якось У Чужому Лісі — повість-казка для дітей та звірят. Твір написаний Ярославом Стельмахом. Дія відбувається в Чужому Лісі. В казці розповідається про пригоди зайченяти Люськи, злого лева Толябуна, песика Бурмосика, цапа Буцика, великого природолюба Буртіуса, Болотяника та ін.
Попри те, що повість розрахована на дитячу аудиторію, завдяки стрімкому розвитку сюжету, неперевершено підібраним персонажам та винятковому
гумору цей твір також зацікавить дорослого читача.